# Leeds and Liverpool Canal

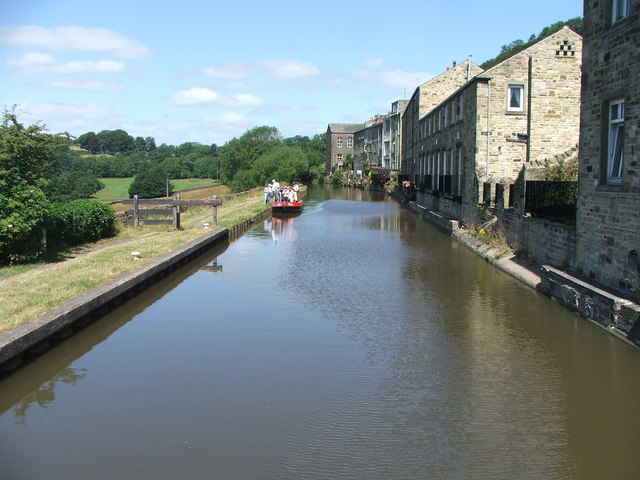
Leeds and Liverpool Canal vid Kildwick, North Yorkshire

The Leeds and Liverpool Canal är en kanal som går mellan storstäderna Leeds och Liverpool i norra England, Storbritannien. Kanalen är 205 kilometer lång och når som mest en höjd av 149 meter över havet. Kanalen fick klartecken att börja byggas i maj 1770. Kanalen började grävas 1774, men 1781 tog pengarna slut. Ny finansiering ordnades och 1789 återupptogs bygget. Det skulle dock dröja ända tills 1816 innan den blev färdig.